# ラブギガヘルツ
ラブギガヘルツ（らぶぎがへるつ）は、2014年4月にリリースされた末広アンテナの1stシングル。

## 概要
末広アンテナは、アキバ系ボーカリスト"ななひら"と、声優"有野いく"の2人で構成されたユニット。
「アキバの先っちょ」をテーマにサブカルアイドルとして、さつき が てんこもりが末広アンテナのプロデュースを手掛け、作詞・作曲 さつき が てんこもり、編曲 大箭マサヤという豪華制作陣で楽曲が制作された。
ラブギガヘルツは、末広アンテナそのものを表現するテーマソングとして制作。オタク寄りの電波ソングを目指した。「ラブギガヘルツ」と歌う箇所の振り付けは、5芒星を描いている。書き順は本人達もまちまちで、定まっていない。

## 楽曲に関するエピソードなど
- 楽曲のレコーディングは、防音室を持つななひらの自宅で行われた。
- REFREC BEAT groovin'!!(のちにREFLEC BEAT VOLZZA)という音ゲーに収録されていたことがある[3][4](現在は曲リストから外されている)。[5]